# The Sun Rises in the East
The Sun Rises in the East è l'album di debutto del rapper statunitense Jeru the Damaja, pubblicato il 24 maggio 1994.
L'album, prodotto interamente da DJ Premier con etichetta D&D Studios, vende più di 500 000 copie, di conseguenza disco d'oro. Questo CD può essere considerato una pietra miliare dell'East Coast hip hop, dato, che assieme ad album come Ready to Die di The Notorious B.I.G., Enter the Wu-Tang (36 Chambers) dei Wu-Tang Clan, Illmatic di Nas e Enta Da Stage dei Black Moon, contribuisce alla rinascita dell'East Coast rap.
Prevalgono nel disco i toni polemici (alla De La Soul e alla A Tribe Called Quest) tipici del conscious hip hop, mescolati con le sonorità dure ed aggressive dell'hardcore. L'album si colloca perfettamente, per sonorità e argomenti trattati, nel tipico stile newyorkese di metà anni novanta: tappeti musicali infarciti di grezzi samples jazz e funk e batterie sporche e pesanti.

## Il titolo
Il titolo The Sun Rises In The East, in italiano Il sole sorge da est, ha un grande impatto sull'album:
- tende a ricalcare la superiorità dell'est per l'autore, dell'East Coast hip hop, di New York (anch'essa a est) e del suo quartiere East New York;
- è relazionato alla copertina, dove è disegnata la torre nord del World Trade Center in fiamme, immagine legata all'esplosione del 26 febbraio 1993, che rappresenta un'alba artificiale e metaforica che si svolge appunto a New York, l'alba a sua volta simboleggia rinascita, la rinascita della costa est;
- è relazionato alle basi, che hanno sonorità orientali (questo tipo di suono è collegato altresì a un suo amore per l'oriente condiviso con il compagno Afu-Ra).

## Informazioni sull'album

### Introduzione
Il disco inizia con una breve intro, per poi sviluppare il tema tipico del "chi sono e da dove vengo", con le prime due tracce utilizzate dall'autore per presentarsi: una prima canzone, D. Original (secondo singolo estratto dall'album), fortemente autocelebrativa ed intitolata come uno dei suoi pseudonimi e un secondo brano, l'oscuro Brooklyn Took It, col quale l'artista ricorda la sua provenienza, Brooklyn appunto, sorretto dai sample vocali di KRS-One e Big L.
La skit Perverted Monks In Tha House, introduce la partecipazione di un giovanissimo Afu-Ra nell'allegorica Mental Stamina.

### Da Bichez
Il CD continua con Da Bichez, brano dove Jeru fa un'ironica riflessione sui vizi e sul lato più materialista del gentil sesso, che entra al centro di polemiche, incluso un piccolo dissing con i Fugees.

### You Can't Stop the Prophet
In You Can't Stop the Prophet (terzo singolo estratto dall'album), Jeru si dimostra un abile storyteller: il brano è una vera e propria saga in cui l'MC veste i panni di profeta e salvatore che deve combattere contro il suo peggior nemico "Mr. Ignorance" ed i suoi scagnozzi "Hatred", "Jealousy" ed "Envy" (odio, gelosia e invidia).

### Ain't The Devil Happy / My Mind Spray
Il disco prosegue con Ain't The Devil Happy, traccia con un beat veramente tetro e trascinante che parla dello status sociale degli afro-americani, accompagnato dai sample vocali di RZA e con l'introspettiva e ipnotica My Mind Spray.

### Come Clean
Come Clean, primo singolo del disco, è la traccia principale dell'album e rappresenta una piccola rivoluzione, andando contro corrente rispetto agli stereotipi del rap attuale. Nel testo, infatti, l'autore si mette in diretta contrapposizione col gangsta rap e, attraverso una serie di metafore, lo schernisce considerandolo un genere esagerato, che ha perso il contatto con la realtà.
L'autore, inoltre, accusa i rapper della West Coast affermando: 
Il beat, con un campione da Throw Ya Gunz degli Onyx, è particolare e grezzo; il suono della goccia che cade rappresenta la classica tortura della goccia cinese, ovvero un senso di ribellione, rappresentato a pieno nel video musicale.

### Chiusura
Il disco si chiude con l'afrocentrica Jungle Music e con Statik.

## Tracce
1. Intro (Life) - 0:50
2. D. Original - 3:35
3. Brooklyn Took It - 3:22
4. Perverted Monks In Tha House (Skit) - 1:33
5. Mental Stamina - 2:21
6. Da Bichez - 3:51
7. You Can't Stop The Prophet - 3:54
8. Perverted Monks In Tha House (Theme) - 1:02
9. Ain't The Devil Happy - 3:44
10. My Mind Spray - 3:44
11. Come Clean - 4:57
12. Jungle Music - 3:50
13. Statik - 3:07

## Singoli
- 1993 - Come Clean
- 1994 - D. Original
- 1994 - You Can't Stop The Prophet